# جربارة مجنحة الأسنان
جربارة مجنحة الأسنان (الاسم العلمي:Gerbera pterodonta) هي نوع من النباتات تتبع جنس الجربارة من الفصيلة النجمية.